# Український національний рух на Кубані у 1917-1920 рр.
Украї́нський націона́льний рух на Кубані — соціальний та політичний рух етнічного українського населення на території Кубанського козачого війська Російської імперії, що виступав на різних етапах за збереження української культури, створення незалежної Кубанської Народної Республіки та об'єднання її з Україною, введення української мови у всіх сферах суспільного життя. Український національний рух на Кубані зародився у колах чорноморської інтелігенції у другій половині XIX ст. Великодержавна політика царського самодержавства призвела до піднесення українського національного руху в Росії в середині XIX ст. На початку XX ст. із створенням філіалу РУП у Катеринодарі, рух перейшов у свою політичну стадію і характеризувався боротьбою кубанських українців за свої як культурні, так і політичні права.

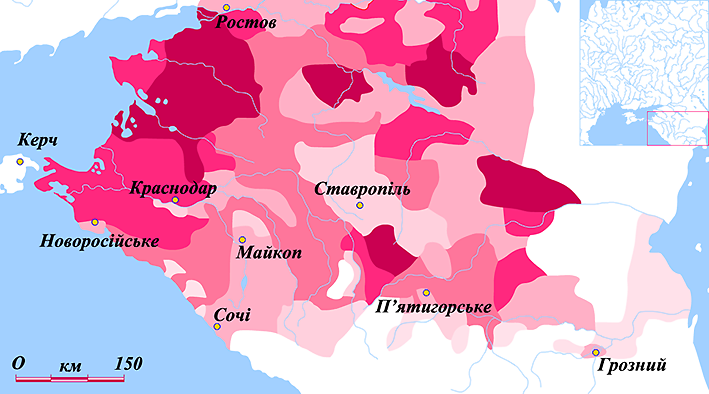
Українці на Кубані за переписом 1926 року

В українському русі на Кубані можна окреслити два етапи:
- Перший етап — це друга половина та кінець XIX — період коли кубанські українці ставили культурні вимоги, як впровадження української мови в школі, театрі, пресі.
- Другий етап — початок та перша пол. XX ст., його можна ознаменувати із утворенням організації революційної української партії (РУП) у Катеринодарі в 1901 році, коли український рух на Кубані на ряду з культурними перейшов до політичних вимог таких, як автономія України і Кубані та їх союз на федеральній основі.

На активізацію українського руху на Кубані у 1917 р. впливав цілий ряд як зовнішніх, так і внутрішніх об'єктивних факторів.
Найголовнішим чинником, що активізував український рух у 1917 р. на Кубані була діяльність української національної еліти — інтелігенції, яка формувалася в період від початку 90-х рр. XIX ст. до 1917 р. Зазвичай її представники були вихідцями з козацького «чорноморського» середовища. Саме вони забезпечили Кубань власними кадрами інтелектуалів — істориків, статистів, інженерів, економістів, чимала частина яких поєднувала наукову працю з українською просвітницькою, громадською та революційною діяльністю. активізації руху посприяли і падіння царської влади в лютому 1917 р., що викликало різке пожвавлення національних рухів не лише на Кубані а і у різних регіонах Росії. Важливим фактором було і посилення на Кубані впливу різних українських партій і рухів (рух народовців-українофілів спричинив створення «просвіт», а виникнення в Наддніпрянщині Революційної Української Партії — виникнення осередку РУП у Катернодарі).
Основними формами прояву українського руху на Кубані були створення культурно-просвітницьких організацій, гуртків та організацій українських політичних партій РУП, УСДП, УСДРП. Випуск українських журналів і газет: «Чорноморець», «Нове життя». «Кубанська зоря» (1919 р.). Створення художніх шкіл (Перша кубанська кобзарська школа створена влітку 1913 р. Василем Ємецем). Створення українських шкіл учительських училищ та інститутів. Питання про створення українських шкіл в усіх населених пунктах було поставлено офіційно на рівні крайової ради. Восени почався організований перехід шкіл на українську мову. Влітку 1917 р. були відкриті українські учительські курси, стала друкуватися українська дитяча література «Український буквар», витримав два видання (1917 р., 1918 р.) Відбулося два педагогічні з'їзди: кубанських вчителів та Український учительський з'їзд які, висловлюються за введення шкільного викладання українською мовою.

## Зародження українського руху на Кубані
Український рух не виник на пустому місці, він зародився на Кубані ще в 2-й половині XIX ст. коли розпочався наступ на національні права та культуру чорноморської інтелігенції. Запозичуючи український досвід кубанці створювали «просвіти», гуртки, партійні організації однак по-справжньому український національний рух активізувався лише після перемоги революції у 1917 р.
Вперше національні об'єднання кубанських, які були нащадками запорозького козацтва почали виникати ще наприкінці XIX-го на початку XX-го століття. Кубанські поціновувачі української культури: Я. Мишковський, Я. Кухаренко, В. Вареник, І. Подушка, В. Золотаренко — були козакофілами, і розглядали українську мову, одним з найважливіших символів своєї козацької гідності.

Будівництво української культурно-просвітницької праці на Кубані почалося навколо провідного національного символу, яким стала постать Т. Г. Шевченка. Шанобливому ставленню українців регіону до Кобзаря сприяла його дружба з наказним отаманом Я.Кухаренком, який в свою чергу відіграв важливу роль у формуванні «шевченківського дискурсу» на Кубані. Саме він привіз на Кубань шевченківського «Кобзаря» який нещодавно видали у Петербурзі. 

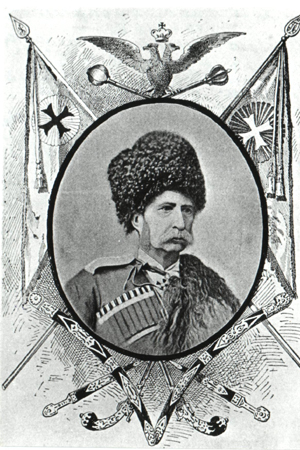
Я́ків Гера́симович Кухаре́нко — генерал-майор російської армії, з 1851 по 1852 рр. — наказний отаман Азовського козацького війська, з 1852 по 1856 рр. — наказний отаман Чорноморського козацького війська

Уже на початку 60-х рр. XIX ст. чорноморська козача старшина була добре знайома з поезіями Т. Шевченка. В 60 — 80-х рр. XIX ст. діячі українського руху активно займалися пропагуванням творчості поета серед українців Кубані шляхом розповсюдження «Кобзаря». Уже у березні 1862 р., дізнавшись про смерть Т. Г. Шевченка, деякі чорноморські козацькі родини влаштували в Катеринодарі виставу «Наталка Полтавка». Зібрані кошти були відіслані до Петербурга для увічнення пам'яті великого українського поета.
У 1860 р. відбулося об'єднання деяких частини лінійних козаків з чорноморськими та азовськими частинами і утворення Кубанського козачого війська. Це стало важливою подією для активізації українського руху, оскільки лінійці були переважно росіянами за походженням. Відтоді з їхнього боку почалася поступова русифікація кубанського козацтва. З іншого боку, цей же процес спровокував усвідомлення чорноморською інтелігенцією потреби боротьби за збереження української культури.
Важливу роботу по пробудженню національної самосвідомості українського населення регіону проводив відомий фольклорист і етнограф останньої чверті XIX століття Митрофан Олексійович Дикарьов (1854—1899). Для збору фольклорних матеріалів Дикарьов залучав в станицях журналістів з числа викладачів і простого селянства, через яких він намагався впливати на козаків.
У 70-80 роках XIX ст. широкого поширення набули «Шевченківські роковини» заходи, присвячені життю та творчості Т. Шевченка, вони стають одним із найважливіших заходів, які сприяли активізації українського національного руху.
У 1890-ті рр. лідером кубанських українців стає дворянин С. І. Ерастов (1856—1933), видавець і журналіст. У 1878 році він вступає до Київського університету і одразу ж стає членом громади молодих українців «Кіш». Також він починає товаришувати з О. Кониським та починає грати у постановках домашнього театру Миколи Лисенка. У 1894 році осідає у рідному Катеринодарі.
С. І. Ерастов і його сподвижники (вчитель Єпархіального училища І. Т. Ротар, поет М. К. Вороний, інспектор народних училищ А. А. Левицький, драматург Г. В. Доброскок) вважали головною своєю заслугою те, що їм вдалося привчити населення Кубані відзначати «Шевченківські роковини» і тим самим утвердити в козачому регіоні культ великого українського поета.
Ще до поч. 90-х рр. XIX ст. «Шевченківські роковини» на Кубані святкувалися таємно. З 1894 р. вони стали проводитися для широких мас за ініціативою Якима Бігдая — кубанського етнографа та композитора, автора вокальних циклів «Листи з Кубані», «До Кобзаря», музики до «Чорноморського побиту». Він збирав фольклорні матеріали і випускав збірники надрукованих «кулішівкою», яка тоді була забороненою, українських народних пісень. Щоб зробити роковини легальними, Я. Бігдай отримав письмовий дозвіл наказного отамана Якова Малама (1841—1912).
У 1896 р. роковини вже святкували відкрито в залі жіночої гімназії. На «Шевченківських роковинах» зачитувались реферати, виконувались музичні номери, декламувались твори Кобзаря.
Ім'я С. Ерастова також пов'язують з початком українського книгодрукування на Кубані. В Катеринодарі вийшла друком книжка А. Кримського «Хто ж винен?», саме з її появою на Кубані почалося видання книжок українською. Вже через рік книжка була перевидана в Ростові-на-Дону тиражем 1200 прим, тут же тиражем у 5 тисяч примірників був надрукований збірник оповідань Бориса Грінченка.
На початку XX ст. український рух на кубані остаточно перейшов у політичну стадію. Одразу після повернення до Катеринодару Ерастов створив першу організацію РУП у Катеринодарі під назвою «Чорноморська вільна громада». Організацію можна назвати філіалом революційної української партії (РУП), яка виникла в лютому 1890 року у Харкові.
До об'єднання крім самого Ерастова увійшли також А. Білобородов і Л. Бич. Вже у 1901 р. до роботи були залучені К. Безкровний та і І. Ротарь. Влітку 1902 р. на Кубань переїхало 10 учнів виключених з Полтавської семінарії, у їх числі були П. Ткаченко, С. Петлюра, П. Капельгородський, П. Понятенко, та ін.
Восени 1902 р. — С.Ерастов, Г.Ткаченко, С.Петлюра, І.Бородиня та П.Понятенко з допомогою гектографа розповсюджували прокламації антидержавного характеру. Після низки арештів і переїзду деяких членів РУП, С.Ерастов зазначає, що організація послабилася. Наприкінці 1903 р. кубанська філія РУП нараховувала лише 27 учасників. На початку 1904 р. ЦК РУП було заявлено, що вона є соціал-демократичною партією.
Український національний рух в регіоні посилився після послаблення політичних утисків влади в 1906—1907 рр. Під час російсько-японської війни 1904 р. і першої російської революції 1905—1907 рр. були випадки відмови кубанських козаків від участі у придушенні антиурядових виступів. Визвольний рух в проміжок 1905—1907 рр. отримав свободу від спеціальної цензури: зароджувалась українськомовна преса.
Для кубанських українців справжньою трибуною де можна було висловити свої політичні і національні ідеї стала газета «Кубань». Найголовнішим пропагандистом «української» теми в «Кубані» був С. І. Ерастов. Він співпрацював також з такими виданнями, як «Мова», «Рада», «Літературно-науковий вісник», «Приазовський край», де видавав численні замітки про суспільне життя Кубані. Як правило, він користувався одним з наступних псевдонімів: С. Закубанський, С. Попенко.
У березні газета стала виходити на українській. Після заміток Ерастова в 1906 році в газеті почали публікуватися його однодумці — Г. Доброскока і В. Потапенко.
Гавриїл Васильович Доброскок (1876/78 — 1939), драматург, письменник і громадський діяч. З 1904 по 1917 рік він був завідувачем міської бібліотеки ім. Пушкіна. З 1904 р. міське населення стало активно цікавитися українськими письменниками і поетами. Найпопулярнішими були: І. Карпенко-Карий, М. Кропивницький, М. Старицький, І. Котляревський, Т. Шевченко, Б. Грінченко, П. Куліш. Крім книг бібліотека виписувала і українську періодику: газети «Київська газета», "Київська думка та інші.
З початком революційних подій 1905—1907 рр., діяльність РУП на Кубані пожвавлюється. В пропагандистській роботі діячі організації використовувалися як легальні, так і нелегальні методи. Влітку 1905 р. кубанський відділ УСДРП почав займатися обладнанням власної типографії. В червні-липні з Києва було привезено типографське обладнання. У типографії була надрукована прокламація «До козаків» по причині російсько-японської війни.
На фоні активної участі українських інтелігентів у культурному житті Кубані виникає «Просвіта» (1906—1907) яка проіснувала лише один рік. Виникнення її тісно пов'язане з зародженням на Західній Україні в середині XIX століття суспільно-політичного руху — «народовців-українофілів». Які за основу своєї діяльності ставили організаторську та просвітницьку роботу серед українського населення, користувалися лише чистою народною мовою і прагнули ввести її у всі сфери суспільного життя.
В Катеринодарі товариство мало два книжкові магазини, де реалізовувалася і нелегальна література. При проведенні обшуку у серпні 1907 р. в них з 700 книжок близько половини виявилися забороненими. Такі ж книжкові крамниці відкрили і в деяких сільських філіях товариства.
Після закінчення революції 1905—1907 рр. дедалі більшого поширення набувають «Шевченківські роковини». Українське населення намагалося заздалегідь оповістити громаду про події, з приводу роковин. Місцеві видання миготіли повідомленнями, які повинні були залучити глядачів. Кожна річниця мала свої особливості.
У 1912 р. виповнилося сто років з дня народження Т. Г. Шевченка. З нагоди цієї події в Катеринодар з Полтавської губернії був запрошений кобзар-бандурист Г. Кожушко, який виконував українські народні пісні та думи. Як і на інших Шевченківських роковинах, зал 2-го громадського зібрання був декорований в українському стилі. Шевченківський вечір відбувся десятого березня.
На початку XX ст. український рух на Кубані остаточно переходить від культурних до політичних вимог. Цей період характеризується активною боротьбою кубанських українців за свої як культурні, так і політичні права. У 1901 р. Ерастов створив першу організацію РУП у Катеринодарі. В 1906 р. у Катеринодарі виникає українська громадська організація культурно-освітянська організація «Просвіта». Незважаючи на постійні переслідування з боку царської влади та нападки чорносотенців, український національний рух продовжував розвиватися й захоплювати широкі маси кубанської громадськості.

## Політичні змагання українців на Кубані у 1917—1920 рр
Під час боротьби та постання новостворених незалежних національних держав проти більшовицької диктатури та монархічної реакції у 1917—1920 рр. були створені на Кубані власні органи самоврядування і державні структури. 1917 р. в травні Крайова Рада була обрана в Катеринодарі, створено Військовий уряд та окрему Козацьку Військову Раду. 1917 року у вересні проголосили Кубанську Крайову Республіку, яка повинна була об'єднатися з майбутньою Російською Федерацією. Парламентські функції виконувала Кубанська Законодавча Рада, яка повинна була обирати крайовий уряд і отамана, останній повинен був виконувати функції головнокомандувача та голови держави.

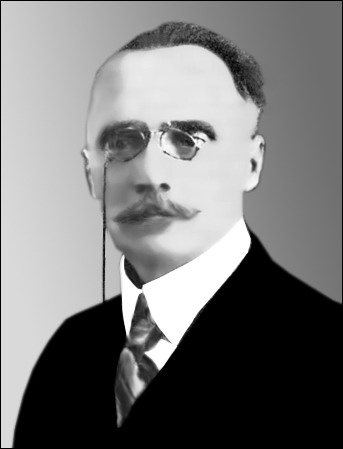
Бич Лука Лаврентійович — перший голова Кубанського Краєвого Уряду, кубанський український політичний діяч, козак станиці Павлівської Єйського повіту.

Русофіла А.Філімонова було обрано першим отаманом, а українця Л.Бича прем'єр-міністром. Також він очолив новостворений крайовий уряд, який був сформований 28 січня 1918 р. Законодавчою Радою, коли з'явилася небезпека вторгнення більшовиків на Кубань. А 16 лютого було проголошено Кубанську Народну Республіку. 4 грудня 1918 р. надзвичайна сесія Кубанської Крайової Ради прийняла нову конституцію, згідно з якої перейменували республіку на Кубанський край. Вона проіснувала в різних формах до того часу, коли повернулися більшовики в травні 1920 р.
З 30 квітня по 3 травня 1917 року відбулися збори козацтва у Катеринодарі, на яких був утворений козацький уряд — Кубанська Військова Рада (Микола Рябовіл був обраний головою). На Кубані в цей час почалися налагоджуватися відносини з Україною. Микола Рябовіл у цій справі був одним з найкращих політичних діячів.
Ще до революції Більшість діячів Кубанської Ради проявили себе як активні учасники українського національного руху. «Чорноморська» фракція, найбільша серед депутатів Кубанської Ради з самого початку виступала за об'єднання Кубані та України. Адже між українцями на Кубані та рештою населення українських земель існував ряд геополітичних і економічних причин для об'єднання.
Більшість українців краю не могли уявити собі, що Кубань та Україна існуватимуть окремо. Також вони розуміли, що їм не вдасться встояти у нерівній боротьбі з ворогами та відстояти свої національні та економічні інтереси без такого потужного союзника, як Україна.
24 вересня 1917 року 2-га сесія Кубанської Військової Ради розпочала свою роботу, з України були запрошені представники. Микола Галаган та Євген Онацький виступали на одному із засідань Ради.
В Українську Центральну Раду увійшли як представники Кубані М. Левицький та С. Ерастов. Під кінець листопаду 1917 року з Кубані до України прибули делегати на чолі з Гнатом Сидоровичем Білим, щоб встановити план спільних дій Центральної Ради і Кубанського уряду.
Швидко розвивалися і військові зв'язки між УНР та Кубанською Народною Республікою, на Кубані створювалися ватаги «Вільного козацтва». На Кубані у 1917 році проводив свою діяльність «Чорноморський кіш» ватажком, якого був Кіндрат Бардіж і «Гайдамацький кіш» — осавула І.Адамова.

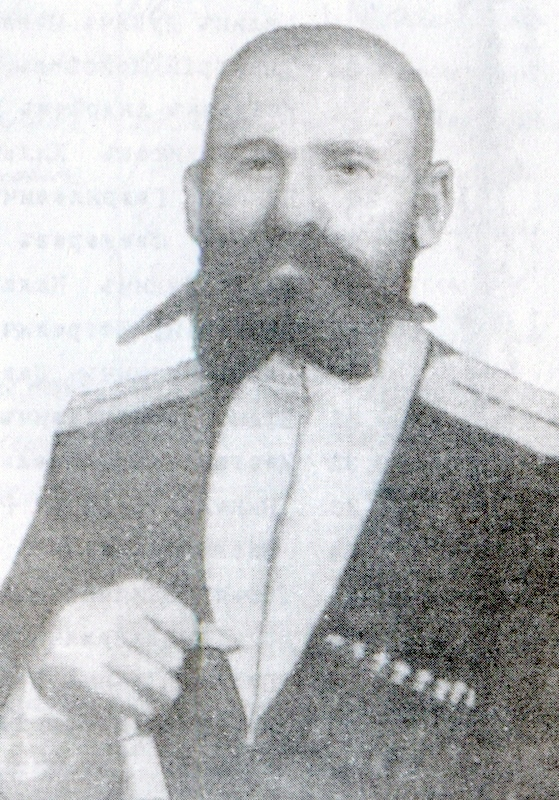
Кіндра́т Луки́ч Ба́рдіж — кубанський козачий отаман.

16 лютого 1918 року було проголошено Законодавчою Радою Самостійну Кубанську Народню Республіку. Від Кубанської Ради на Україну були надіслані делегати, які отримали зброю від української влади.
На таємному засіданні Кубанської Ради в березні 1918 року прийняли рішення про федеративне об'єднання з УНР, але через тиждень Катеринодар був захоплений червоноармійськими загонами, і рішення не було втілене в життя.
На початку травня 1918 року Кубань охопили антибільшовицькі повстання з українським забарвленням, які мали за мету — подолання більшовиків за підтримки українських та німецьких військ та об'єднання з Україною.
Кубанський уряд, перебуваючи у Новочеркаську, шукав допомоги від Української Держави, яку на той час очолив гетьман П.Скоропадський. 28 травня 1918 року в Київ від Кубанської Ради прибула делегація. Д. Дорошенко, який був міністром закордонних справ гетьманського уряду свідчив, що під час переговорів між М. Рябоволом та П. Скоропадським була укладена таємна угода про возз'єднання України і Кубані. Внаслідок цієї угоди в розпорядження кубанського уряду почали надходити транспорти зі зброєю і амуніцією, кошти для підтримки українського видавництва на Кубані.
Вирішальним кроком повинна була бути масштабна військова операція по висадці українського експедиційного корпусу на Тамані для допомоги антибільшовицькому повстанню. Ця висадка могла вирішити долю Кубані і суттєво змінити ситуацію у на Північному Кавказі, але десант не був проведений через саботаж проросійськи настроєних чиновників гетьманського уряду і протидії німецького командування.

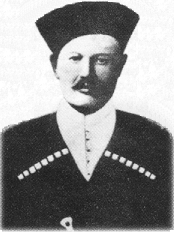
Мико́ла Степа́нович Рябові́л — український політичний діяч на Кубані часів Громадянської війни; Голова Кубанської Законодавчої Ради; Голова Кубанської Військової Ради.

1918 року в жовтні до Києва прибула надзвичайна місія Кубанської Ради на чолі з В. М. Ткачовим. Ця делегація прибула для того щоб укласти важливі угоди між Кубанською Народною Республікою і Україною. Серед них були укладені такі угоди як: торговельна, морехідна, встановлено дипломатичні і банківські зв'язки між Україною і Кубанню. Також була підписана конвенція про залізничні шляхи сполучень та поштово-телеграфні зносини. У відповідь на делегацію Ткачова український уряд відправив на Кубань надзвичайну місію на чолі з полковником Ф. Боржинським (доля останнього склалась трагічно, коли наприкінці січня 1919 р. він повертався з Кубані, на станції Іловайській його заарештували та розстріляли білогвардійці).
Ліквідація Гетьманату та воєнні дії в Україні завадили впровадити ці плани в життя, але незважаючи на терор, що розгорнувся на Кубані та незважаючи на вбивство М. Рябовола, кубанці не залишили спроб для підтримки України в боротьбі за здобуття незалежності.
У «Короткому огляді взаємовідносин між Кубанню та Україною», підготовленому денікінською контррозвідкою «Азбука» стверджувалося, що найактивнішими прихильниками союзу з Україною називались М. Рябовіл, Л. Бич, П. Макаренко, К. Безкровний, В. Богуславський. Про настрої кубанського козацтва зазначалось: «Тут козацтво рішуче відмовляється йти проти України, а також служити з добровольцями».
Згідно з цим оглядом, контакти між Кубанською республікою та УНР відбувались через українську місію в Константинополі, туди ж з Кубані надходили гроші для допомоги УНР, головним посередником між Україною та Кубанню був М. Рябовол та Л. Бич, який вів переговори з українськими делегатами про створення федерації між Кубанню та Україною.
У кубанській пресі у позитивному ключі висвітлювалися події, пов'язані з державним самовизначенням України. Так, газета «Кубанський край» на звістку про Акт Злуки УНР і ЗУНР в січні 1919 р. надрукувала велику статтю, в якій були наступні рядки: «Прекрасна сестра свого змученого брата-кубанця повернулася до своєї улюбленої матері-України».
У 1919 р. на Паризькій мирній конференції представники уряду УНР виступили з декларацією, що Кубань є українською, але через те, що вона є незалежною державою, то уряд України не наполягає на її приєднанні, сподіваючись, що воно відбудеться внаслідок природної еволюції.
Денікінська контррозвідка «Азбука» доповідала, що "проти Добровольчої армії настроєна Законодавча Рада в цілому, особливо її лідери — Макаренко, Білоусов, Верещака. Антиденикінську пропаганду активно проводять Крайовий відділ пропаганди Кубанського уряду та місцеві станичні культурно-просвітницькі установи, особливо у Єйському відділі.

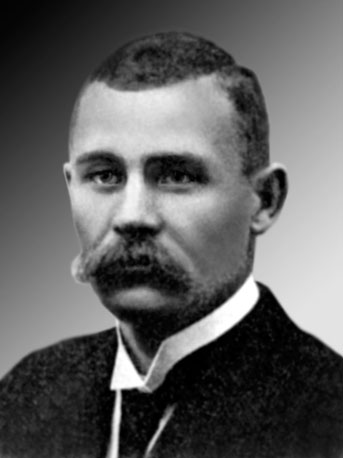
Іванис Василь Миколайович — економіст, інженер-технолог, історик, педагог, політичний та громадський діяч Кубані.

У таємному політичному зведенні денікінської контррозвідки «Азбука» № 261-2 від 7 листопада 1919 р. зазначалось: «Серед членів Законодавчої ради союз з Петлюрою користується великою популярністю. У випадку остаточного розгрому Петлюри на Україні пропонується перевезти Петлюру на Кубань, сховати його тут, і звідти вже почати працю з відродження „Вільної України“.»
У червні 1920 р. кубанський уряд В. Іваниса вислав делегацію до України для узгодження ведення спільних воєнних дій Кубанської армії проти більшовиків. У договорі, укладеному 7 червня 1920 р., містилось 5 пунктів, які визначали основні напрями взаємодії «братніх республік УНР і Кубані в їх боротьбі за політичне визволення та державну незалежність».
Багато кубанських українців, перебуваючи у складі Армії УНР, брали участь у бойових діях проти червоних і білих військ. Так коли відбувся парад присвячений III Універсалу Центральної Ради і утворенню УНР, участь брав кубанських кінний відділ козаків. До 1920 р. існували окремі бойові частини у складі Армії УНР, сформовані з кубанських українців. Так, до однієї з частин Армії УНР, 3-ї Залізної дивізії, вояки якої в травні 1920 р. до Києва вступили першими, входив відділ кубанських козаків на чолі з отаманом Юшкевичем.
17 березня 1920 року Катеринодар був захоплений більшовиками. В цей же час в станиці Полтавській у Таманському відділі утворюється «Гайдамацький полк» під командуванням старшини В. Чорного, пізніше розгорнутий у «Гайдамацьку дивізію», яка виступала під гаслами боротьби за незалежну Україну.
22 серпня 1920 року у Варшаві була укладена остання угода між урядом Кубанської Республіки і урядом УНР та передбачала перехід із Криму до Центральної України Кубанської армії під командуванням генерала Андрія Шкуро для допомоги армії УНР. Але, як відомо, це не було реалізовано.

## Український культурно-освітній рух на Кубані в добу національно визвольних змагань
Падіння царської влади в лютому 1917 р. викликало різке пожвавлення національних рухів у різних регіонах Росії. Не став винятком і український рух на Кубані. Після революції у лютому 1917 р. активізується робота УСДРП на Кубані. Так 6 серпня 1917 р. під час виборів до Катеринодарської міської думи українська група отримала 12 місць.
Завдяки ініціативі народу під час громадянської війни починається масова українізація видавничої справи та періодичної преси. С. І. Ерастов видає українською мовою книжки, починається випуск україномовних газет. Першу українську газету «Чорноморець», яка вийшла в Катеринодарі в 1917 р., почало видавати товариство «Ранок».
Надалі україномовні видання Кубані почали фінансуватися з Києва, чим займався уряд гетьмана П. Скоропадського. Таку активну підтримку можна пояснити тим, що відразу після проголошення незалежної Української держав з нею почали тісну співпрацю кубанські українці, які шукали в той час сильного союзника. Представником від Кубані в українській Центральній Раді був С. Ерастов.
З України на Кубань у великій кількості йшли українські книжки і часописи, які користувалися серед козаків великою популярністю. Кошти на підтримку україномовних видавництв Кубані виділяло міністерство закордонних справ України. Серед періодичних видань, які виразно стояли на проукраїнських позиціях, були «Вольная Кубань» (Орган Кубанського військового уряду, 1918, ред. Г. Білий); «Свободная Кубань»; «Вольный казак», (1919. ред. Г. Бут); «Воля» (1920) ; «Голос Кубанца» (1918); «Кубанский казачий край» (ред. М. Савенко 1971), «Українська соціалістична газета» (Новоросійськ); «Чорноморщина», (україномовна газета), Новоросійськ; «Чорноморець» (друкований орган товариства «Ранок», — перша україномовна газета Кубані, перший номер якої вийшов 11 вересня 1917 р.); «Чорноморська Рада» (тижневик, Новоросійськ, виходив з 1 квітня 1917 р.); «Чорноморський українець», (Новоросійськ, 1918, редактор О. Досвітний).
Рада відразу після свого утворення в березні 1917 р. оголосила новим революційним російським властям, що планує добиватися створення розгалуженої мережі українських шкіл, всіляко розширювати сферу застосування української мови. Зокрема, сприяти її впровадженню у церковне богослужіння. Почалася стихійна українізація початкових шкіл у станицях і хуторах з українським населенням. За активної участі місцевих українців-учителів, багато шкіл перейшло на українську мову навчання як мову близьку та зрозумілу місцевому населенню; почали з'являтися українські книгарні й читальні.
Відновлює свою роботу товариство «Просвіта», розігнане в 1907 р. Збори, присвячені відновленню діяльності товариства, відбулися 24 березня 1917 р. і були ініційовані «Кубанською українською національною радою». Видавництво «Просвіта» видає твори українських класиків та підручники. Насамперед у 1917 році були видані твори Т. Шевченка «Єретик», «Царі», «Розрита могила» та балада найбільшого кубанського українського поета В. Мови (Лиманського) «Козачий кістяк».
Товариство відігравало особливу роль у зростанні інтересу до українського театру. Так 9 липня 1917 в станиці Старокорсунській з успіхом пройшов спектакль «Бондарівна», поставлений товариством «Просвіта». 25 березня того ж року в станиці Охтирській з розмахом був відсвяткований ювілей Т. Г. Шевченка. Активізувалися зв'язки товариства з Україною, було складено український буквар. Про початок його видання було оголошено 1 липня 1917 р.
Відбулися зрушення і у розвитку українізації освіти. Так в Катеринодарі у квітні 1917 р. відбувся Кубанський Крайовий з'їзд вчителів, який склав резолюцію про українізацію шкіл там, де живуть українці. Внаслідок цієї резолюції влітку 1917 р. у Катеринодарі та Єйську відкрилися перші українські вечірні курси з підготовки вчителів для українських шкіл, почався масовий перехід шкіл на українську мову.
Також у резолюції педагогічної секції з'їзду йшлося про необхідність негайного введення на Кубані навчання українською мовою. У резолюції було чітко сказано, що кількість українських i російських шкіл повинна виходити з числа людей, які говорять на тій чи іншій мові. У 10 пункті резолюції пропонувалося негайно розпочати масове видання української літератури для навчання дітей. Так наприклад «Український буквар» витримав два видання (1917 р. та 1918 р.). Координація цієї діяльності була покладена на Товариство «Шкільна освіта».
Український учительський з'їзд, що відбувся 13 — 14 травня в Катеринодарі, заявив про свою солідарність з рішеннями київського національного конгресу і вчительського з'їзду. Зокрема, його делегати висловилися за введення шкільного викладання українською мовою. Увечері 14 травня відбулася лекція Звораньского «Козаччина і її роль у визвольному русі». З ініціативи відомого кубанського політика К. Л. Бардіжа на Кубані були створені відділення українських козацьких організацій. Їх члени брали участь у з'їзді «вільного козацтва» в жовтні 1917 р.
У 1917 р. станичні сходи багатьох станиць стали приймати рішення про перехід станичних шкіл на українську мову. «З першого вересня 1917 року в наших станичних школах ввести викладання на рідній мові, так як тільки рідна школа, викладання рідною мовою здатне принести користь населенню краю і Батьківщини» — свідчило рішення сходу станиці Старолеушківської. Подібні постанови були ухвалені в станицях Охтирській і Старокорсунській.
Офіційно на рівні крайової ради було поставлено питання про створення українських шкіл в усіх населених пунктах з українським населенням. Влітку 1917 р. були відкриті українські учительські курси, стали друкуватися підручники. Восени почався організований перехід шкіл на українську мову. Йому сприяла наявність ядра вчителів — ентузіастів. Таких, як К. В. Кравченко. Деякі вчителі з України виявляли бажання їхати на Кубань для роботи. Все це давало певні результати. Українські відділення створювалися і в рамках російськомовних шкіл. Таке відділення в 1918—1919 рр. діяло в Шкуринському станичному училищі.
Влітку 1918 р., у станицях представниками Кубанської Ради було проведено дослідження з питань освіти. У наслідок цього 4 листопада 1918 р. на засіданні Ради уповноважений у справах народної освіти у своїй доповіді, зазначив, що навчання грамоті краще розпочинати рідною (українською) мовою. Також у доповіді було зазначено про необхідність введення української мови на всіх ступенях початкової, середньої та вищої школи особливо у станицях з українським населенням.
У Новоросійську в 1918 р. почалося видавництво газети «Нове життя». Пізніше в 1919 р. у Катеринодарі, видавалася газета товариства «просвіта» «Кубанська зоря», багато місця в якій було відведено літературному розділу, один з номерів якої був присвячений Т. Г. Шевченку і його дружбі з отаманом Я. Г. Кухаренком, у різних друкарнях вийшли збірник оповідань В. Винниченка, казки для дітей, цілий ряд тоненьких книжок з віршами Т. Шевченка, М. Вороного, В. Мови, й інших українських митців.
У Новоросійську українська громада регулярно влаштовувала концерти і театральні постановки. Українська музика звучала під час «Етнографічних концертів», які проводилися в різних містах Кубанської області. У жовтні 1918 р. в рамках знову відкритої Катеринодарської консерваторії був створений клас бандури під керівництвом Г. Семеніхіна. З виставами в Катеринодарі виступали театральні трупи Чумаченко-Веселівської, Гайдамаки. Остання мала особливий успіх. Виношувався план відкриття в місті стаціонарного українського театру під керівництвом Гайдамаки. У репертуарі українських труп переважали традиційні історичні п'єси, такі як «Мазепа», «Гетьман Дорошенко».
Активісти товариства «Просвіта» вели боротьбу за об'єднання всіх українців, та перетворення Російської імперії в демократичну федеративну республіку. А пізніше, з 1918 р. за союз незалежної Кубані з Україною. Одночасно став назрівати конфлікт між ними і кубанськими інтелігентами з числа ентузіастів російської культури Таким чином, українські активісти намагалися пробудити інтерес до політичних подій в Україні. В цей період посилюються контакти Кубані і України в культурній сфері. На Кубань прибув спеціаліст Державного видавництва України О. Панченко. За дорученням міністра освіти Центральної Ради І. Стешенка на Кубань для концертної діяльності відрядили капелу з 20 бандуристів. Двоє кубанських бандуристів — М. Теліга та Ф. Діброва в 1918 р. вирушили до Києва для участі в капелі кобзарів.
Річ у тому, що в Україні активно діяли органи з координації розвитку художньої творчості. Мистецтво курирував відповідний підвідділ секретаріату по освіті Генерального секретаріату. Діяльність цієї установи тривала і при гетьманському правлінні, і при Директорії. Тому в період революції мав місце ріст випуску художньої літератури українською мовою.
Завдяки зусиллям українських активістів крайова влада приймала заходи по додатковому стимулюванню розвитку української культури. Була створена посада інструктора по українській школі при міністерстві освіти Кубанського краю. Вона заявляла про готовність надавати станичним школам допомогу в перепідготовці вчителів для викладання української мови.
У 1919 р., в столиці Кубанського краю було відкрито українську гімназію та Кубанський Вчительський Інститут, який включав українське відділення. У Єйську створено регулярні українські вчительські курси та засновано «Кубанську українську учительську спілку», при Кубанському уряді засновано посаду інструктора українських шкіл. 7 травня 1919 р. в Полтавській станиці, яка відрізнялася своєю заможністю, найбільшою українською національно свідомістю та високим освітнім рівнем, було українізовано Кубанську учительську семінарію. Це рішення було прийнято на станичних зборах. Збори жителів станиці Полтавської, які відбулися 7 липня 1919 р., висловився за українізацію вчительської семінарії та початкової школи станиці (120 голосів «за», 1 — «проти»).
До Законодавчої ради та Крайового уряду була надіслана копія вироку станичного сходу Полтавської про необхідність переведення усіх навчальних закладів станиці на українську (материнську) мову навчання. Під вироком поставили підписи станичний отаман та виборні — О. Запорожець, С. Дорошенко, Ф. Литюк, Куцевол, І. Левченко, Л. Заяць, А. Нудьга, А. Приймак, М. Яценко, В. Соцький, Вакуленко, Л. Драф, Х. Ковтун та ін. Студенти семінарії, серед яких українці становили 90 %, підтримали це рішення. Директором призначено відомого українського просвітницького діяча М. Левитського. До 1933 р. Українська вчительська семінарія у станиці Полтавській залишалась головним українським культурним центром на Кубані.
7 березня 1919 р. Крайовим урядом був виданий циркуляр, за яким місцева влада мала надавати повну можливість навчання дітей рідною мовою. З цією ж метою 9 серпня 1919 р. видано урядовий циркуляр про українізацію шкіл. Відповідно до циркуляру пропонувалося у всіх школах провести збори задля виявлення бажання учнів та їх батьків учитися материнською мовою, виявлення кількості учителів, що можуть навчати українською мовою, і, виходячи з усіх виявлених факторів, переводити школи на українську мову або створювати у російських школах українські класи.
2 вересня 1919 р. оголошено черговий циркуляр, в якому повідомлялося про відкриття в Катеринодарі курсів методики навчання рідної мови для вчителів українських шкіл. Головним лектором призначено директора Полтавського учительського інституту М. Левитського. Для цієї мети виділялося 50 стипендій по 125 крб. З 1920 р. планувалися широкомасштабні заходи з переведення більшості навчальних закладів Кубані на українську мову.
Процеси українізації в галузі освіти на Кубані підтримувалися з боку кубанської влади — Кубанської крайової законодавчої ради, а також Крайового уряду.
На початок 1920 р. в станиці Привільній було організовано регулярне викладання української мови в початковому училищі.
Діяльність Кубанської Військової Ради а згодом і Кубанської Народної республіки можна назвати часом пробудження української самосвідомості кубанських козаків. Насамперед варто відзначити, що в цей період утворюються або відновлюють роботу українські партії та культурні організації: організація Української соціал-демократичної партії (УСДРП). Відбувається становлення на офіційному рівні української освіти в школах Кубані. Відразу після Лютневої революції відновлює свою діяльність товариство «Просвіта»; В цей період на Кубані з'являються і перші українські газети, в тому числі просвітянські Чорноморець", «Нове життя». «Кубанська зоря» (1919 р.)
Подальший розвиток українського руху на Кубані був обумовлений наслідками поразки у боротьбі з більшовиками. Окупація краю Червоною армією перешкодила державотворчим процесам на Кубані. Втім, український національний рух набув нової сили в 1921—1929 рр. і трагічно обірвався в 1932—1933 рр.

## Історіографія
Публікацій які висвітлюють період 1917—1920 рр., небагато. Перед усім вони присвячені політичному аспекту українського руху і в меншій мірі зачіпають культурний аспект.
Діаспорна історіографія представлена працями кубанських науковців і політичних діячів — Ф. Щербини, П. Сулятицького, В. Іваниса, К. Безкровного, Л. Бича, які опинилися на еміграції після 1920 р. У 20-30-х рр. XX ст. вони взяли активну участь у діяльності українських наукових установ, переважно в Чехословацькій Республіці — Українському Вільному університеті в Празі, Українській Господарчій академії у Подєбрадах.
Головна проблематика досліджень цих науковців полягала в намаганні осмислити причини поразки Кубанської Народної Республіки, у спробі осмислити історію Кубані і, в першу чергу, революції 1917—1920 рр. на Кубані. Так Павло Сулятицький в своїй книжці «Нариси з історії революції на Кубані» виданій в Празі 1926, здійснює аналіз причини виникнення на Кубані протистояння між городовиками та козаками.
Він пропонує власне бачення складного процесу становлення української нації в кубанських умовах. У праці автор намагається знайти відповіді на питання — «Чому українська революція на Кубані зазнала поразки?». Відповідь П. Сулятицький бачить у суб'єктивному факторі, тобто нерішучості, світоглядній обмеженості більшості, як козаків-українців, так і козацьких лідерів новоутвореної Кубанської республіки.

Це дослідження розв'язало довготривалу дискусію серед кубанських емігрантів. В 1927 р., вийшла друком збірка «Кубань. Збірник статей про Кубань і кубанців» видрукувана в типографії «Громади Кубанців в Чехословацькій республіці». Збірка упорядником якої став Ф. А. Щербина включала декілька досліджень, які торкались, як сучасності, так і історії Кубані. Найбільшою була праця Л. Бича «Кубань у кривому дзеркалі», фактично вона стала розлогим аналізом українських революційних подій на Кубані.

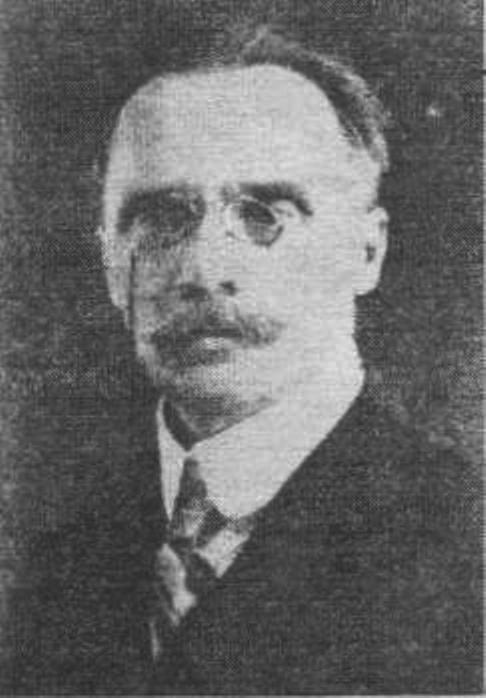
Бич Лука Лаврентійович

 Головною розбіжністю національного питання Л. Бича і П. Сулятицького було те, що Бич вважав, що українцям Кубані потрібно пройти довгий шлях щоб перетворитися з української «етнографічної маси» на повноцінну політичну націю. На противагу йому Сулятицький вважав українську націю станом на 1917 р. вже повністю сформованою, а всю вину у поразці революції покладав на Кубанську еліту, яка не змогла спрямувати державотворчу енергію у потрібне русло.
У 1928 році виходить друком праця П. Сулятицького «Вперше перед дзеркалом». У якій він більш розгорнуто аргументує своєї погляди. Взагалі історія національного руху українців на Кубані в 1917-1920-х рр. не знайшла окремого місця в порівнянні з загальною проблематикою історії української національно-визвольної революції. Єдиним винятком були мемуари В. Іваниса голови останнього кубанського уряду, та його праця «Боротьба Кубані за незалежність».
У сучасній українській науці проблема українського національного руху на Кубані поки що очікує на своє належне висвітлення. Таке становище можна пояснити тим, що історія української діаспори, як правило, залишається на другому плані.
Загальне висвітлення українського руху на Кубані знайшло відображення в науково-популярних книгах Д. Білого, Р. Коваля, Є. Петренка.
Український дослідник Кубані Дмитро Білий наводить факти з дослідження українського руху на Кубані в статях «Україна і Кубань в 1917—1921 роках: шлях спільної боротьби», «Ушанування пам'яті Т. Г. Шевченка українцями Кубані та Галичини в другій половині XIX на поч. XX ст.», «Діяльність кубанського товариства „просвіта“ на поч. XX ст.» та ін. Переселенню українців на Кубань наприкінці XVIII — початку XX ст. присвячене дисертаційне дослідження Є. Петренка.
У сучасній російській історіографії спостерігається два основних підходи до висвітлення минулого Кубані. Відповідно до першого підходу в працях сучасних російських істориків роль українського руху на Кубані применшується до мінімуму а питання історії українського населення регіону оминається. Так в праці сучасного російського історика Ігоря Васильєва «Український національний рух і українізація на Кубані в 1917 −1932 рр.» наводяться цінні факти, але водночас у висновках є ряд протиріч. Так у роботі можна знайти твердження про те, що українська культура Кубані перестала розвиватися, законсервувалася, в даному контексті подається твердження про нібито цілком природну зміну населенням національної ідентичності. При цьому в іншому місці робиться прямо протилежний висновок: «…У ранньорадянський період з 1921 по 1923 рр. продовжувала активно розвиватися українська література Кубані».
За цим підходом російські історики оцінюють український рух як своєрідне зло, спрямоване проти Росії. Доводячи це, вони стверджують, що українське населення в 1920-ті роки не піддавалося українізації, але легко переходило на російську мову. Більше того, українська ідентичність українського населення в сучасній російській історіографії не визнається. Російські історики, наприклад А. В. Баранов, пишуть, що населення Кубані мало подвійну ідентичність, в якій переважав російський компонент, а український був пережитком.
На противагу такому підходу у працях інших кубанських учених — М. Кирчанова, В. Чумаченка, Т. Федіної — доводиться безперервність збереження етнічної ідентичності українців Кубані. Так російський історик М. В. Кирчанов в своїй праці «Кубань в першій чверті XX століття (проблеми ідентичності та вектора політичного розвитку)» говорить, що території південних губерній були заселені групами, ідентичність яких була ближче до української, ніж до російської.
У статті Тетяни Федіної «Просвітницька діяльність української інтелігенції в кубанській області (кінець XIX — початок XX ст.)» висвітлюється діяльність української інтелігенції, спрямована на пропаганду рідної культури: тематичні вечори, лекції, вистави, шевченківські роковини.
Ґрунтовні відомості щодо розвитку українського книгодрукування, періодики та освіти надає В. Чумаченко в статях "До історії кубанської «просвіти» та «Українці Кубані: тернистими шляхами через сторіччя (1792—1920 рр.)».